# Diecezja Ihosy
Diecezja  Ihosy – diecezja rzymskokatolicka na Madagaskarze, powstała w 1967.

## Biskupi diecezjalni
- Luigi Dusio, C.M. † (1967–1970)
- Jean-Guy Rakodondravahatra, M.S. † (1972–1996)
- Philippe Ranaivomanana (1999–2009)
- Fulgence Razakarivony, M.S. (od 2011)